# Proton
Pour les articles homonymes, voir Proton (homonymie).
Le proton est une particule subatomique portant une charge électrique élémentaire positive.
Les protons sont présents dans les noyaux atomiques, généralement liés à des neutrons par l'interaction forte (la seule exception, mais celle du nucléide le plus abondant de l'univers, est le noyau d'hydrogène ordinaire (protium1H), un simple proton). Le nombre de protons d'un noyau est représenté par son numéro atomique Z.
Le proton n'est pas une particule élémentaire mais une particule composite. Il est composé de trois particules liées par des gluons, deux quarks up et un quark down, ce qui en fait un baryon.
Dans le cadre du modèle standard de la physique des particules, et aussi expérimentalement dans l'état actuel de nos connaissances, le proton est également stable à l'état libre, en dehors de tout noyau atomique. Certaines extensions du modèle standard prévoient une (extrêmement faible) instabilité du proton libre.

## Historique
Le concept d'une particule analogue à l'hydrogène, constituant des autres atomes, s'est graduellement développée au cours du XIXe siècle et du début du XXe siècle. Dès 1815, William Prout émet l'hypothèse que tous les atomes sont composés d'atomes d'hydrogène, sur la base d'interprétations des valeurs des masses atomiques ; cette hypothèse se révèle fausse lorsque ces valeurs sont mesurées avec plus de précision.
En 1886, Eugen Goldstein découvre les rayons canaux et montre qu'ils sont composés de particules chargées positivement (des ions) produites par des gaz. Cependant, comme les ions produits par différents gaz possèdent des rapports charge/masse différents, ils ne sont pas identifiés comme une simple particule, à la différence de l'électron découvert par Joseph Thomson en 1897.
À la suite de la découverte du noyau atomique par Ernest Rutherford en 1911, Antonius van den Broek émet l'hypothèse que la place de chaque élément dans la classification périodique est égale à la charge de son noyau. Cette hypothèse est confirmée expérimentalement par Henry Moseley en 1913.
En 1919, Rutherford prouve que le noyau de l'atome d'hydrogène est présent dans les autres noyaux. Il remarque que lorsque des particules alpha sont envoyées dans un gaz d'azote, ses détecteurs de scintillation indiquent la signature de noyaux d'hydrogène. Il détermine ensuite que cet hydrogène ne peut provenir que de l'azote. Ce noyau d'hydrogène est donc présent à l'intérieur d'un autre noyau. Rutherford baptise la particule correspondante du nom de proton, d'après le neutre singulier du mot grec pour « premier », πρῶτον / prỗton.

## Caractéristiques physiques

### Description
Le proton est un fermion de spin 1/2. Il est composé de trois quarks de valence, ce qui en fait un baryon. Les deux quarks up et le quark down du proton sont liés par l'interaction forte, transmise par des gluons, ces gluons échangés entre les quarks et qui, par l’énergie de liaison qu’ils représentent, vont constituer environ 99 % de la masse du proton. En plus de ces trois quarks de valence (qui déterminent les nombres quantiques de la particule) et des gluons, le proton, comme les autres hadrons, est constitué d'une « mer » de paires de quarks-antiquarks virtuels qui apparaissent et disparaissent en permanence. Les nombres quantiques de ces paires virtuelles s'annulent en moyenne, ne contribuant donc pas à ceux du proton.
Tout comme le neutron, le proton est un nucléon et peut être lié à d'autres nucléons par la force nucléaire à l'intérieur d'un noyau atomique. Le noyau de l'isotope le plus courant de l'hydrogène est un simple proton. Le noyau des isotopes plus lourds, le deutérium et le tritium contiennent un proton lié à un et deux neutrons, respectivement. Tous les autres noyaux atomiques sont composés de deux protons ou plus et d'un certain nombre de neutrons. Le nombre de protons d'un noyau détermine (par l’intermédiaire des électrons qui lui sont associés) les propriétés chimiques de l'atome et donc quel élément chimique il représente.
La masse du proton est égale à environ 1,007 276 5 u, soit à peu près 938,272 0 MeV/c2 ou 1,672 62 × 10−27 kg. La masse du proton est environ 1 836,15 fois celle de l'électron. Sa charge électrique est très exactement égale à une charge élémentaire positive (e), soit +1,602 176 565 × 10−19 C ; l'électron possède une charge électrique négative, de valeur opposée à celle du proton. La charge électrique du proton est égale à la somme des charges électriques de ses quarks : celle de chaque quark up vaut +2/3e et celle du quark down −1/3e. Son rayon est d'environ 0,84 fm.

### Dimensions
Étant une particule composite, le proton n'est pas ponctuel.

#### Rayon de charge
La taille du proton est généralement définie par son rayon de charge, le rayon quadratique moyen de sa distribution de charge.
Pendant plusieurs décennies et jusqu'en 2010, les mesures du rayon de charge du proton, obtenues par des méthodes différentes, sont cohérentes autour de 0,88 fm, avec comme meilleure évaluation 0,8768(69) fm. En 2010 une nouvelle méthode, impliquant l'hydrogène muonique, fournit une nouvelle valeur très précise, mais incompatible avec les précédentes : 0,841 84(67) fm.
Les années suivantes voient s'accumuler les résultats, obtenus par différentes méthodes, qui se répartissent entre des valeurs hautes (autour de 0,877 fm) et basses (0,83–0,84 fm), en principe très précises mais incompatibles,, sans qu'on puisse encore les départager fin 2019.

#### Rayon de masse
La taille du proton peut aussi être définie par son rayon de masse, le rayon quadratique moyen de sa distribution de masse. On peut le mesurer en bombardant une cible riche en protons (par exemple, de l'hydrogène liquide) par des mésons J/ψ, eux-mêmes produits en bombardant une cible (par exemple de cuivre) par des électrons (ce qui produit des photons de haute énergie, qui se convertissent en J/ψ). Les quarks du méson J/ψ interagissent avec les gluons du proton. Le méson J/ψ a une durée de vie très courte et se désintègre en une paire électron-positon, ce sont ces paires que l'on détecte et dont on analyse les caractéristiques.
La première mesure, obtenue en 2023 à partir d'une expérience menée en 2019, est d'environ 0,75 fm. Le fait que le rayon de masse soit significativement plus petit que le rayon de charge signifie que les gluons (qui véhiculent l'essentiel de la masse) sont concentrés près du centre tandis que les quarks circulent au-delà, formant la sphère de charge,.

#### Rayon scalaire
L'étude des gluons permet aussi de définir un « rayon scalaire », de l'ordre de 1 fm. Le fait qu'il soit plus grand que le rayon de charge signifie que les gluons circulent aussi au-delà des distances auxquelles se trouvent les quarks, ce qui conduit à visualiser le proton comme constitué, grossièrement, de trois couches concentriques,.

### Structure
Le proton ne contient pas que les trois quarks dits « de valence » (deux u et un d), dont la masse ne compte que pour quelques % de la masse totale. Il contient aussi de nombreuses particules éphémères, des gluons ainsi que des paires quark-antiquark (quarks « de mer ») provenant de la désintégration des gluons.
Chaque paire quark-antiquark est constituée d'un quark u et de son antiparticule, ou bien d'un quark d et de son antiparticule. Les quarks u et d ayant des masses très voisines, les paires des deux sortes devraient être présentes dans des proportions également voisines. En 2021, l'analyse de collisions proton-proton a montré que les antiquarks d sont plus abondants que les antiquarks u (« asymétrie de saveur »). Ce résultat, encore inexpliqué, est sans doute lié au problème de l'asymétrie matière-antimatière,.

### Pression interne
Le proton étant constitué de quarks confinés via la présence de gluons, on peut définir l'équivalent d'une pression ressentie par les quarks. On peut en calculer la distribution, en fonction de la distance au centre, à l'aide de la diffusion Compton d'électrons très énergétiques (DVCS, pour deeply virtual Compton scattering).
- Le résultat obtenu en mai 2018 avec cette méthode[15] annonce une pression maximale au centre : environ 1035 Pa, soit plus encore qu'au centre des étoiles à neutrons. Elle est positive (donc répulsive) jusqu'à une distance radiale d'environ 1 femtomètre (fm), négative (donc attractive) au-delà, et très faible au-delà d'environ 2 fm.
- Le travail précédent est revisité en juin 2019[16] : ce n'est pas la méthode qui est critiquée, mais le calcul des incertitudes. En fait les données disponibles restent compatibles avec une pression nulle au sein du proton.

### Stabilité
Le proton libre (non lié à d'autres nucléons ou à d'électrons) est une particule stable, dont la désintégration spontanée en d'autres particules n'a jamais été observée. Des expériences au détecteur de Super-Kamiokande au Japon ont fourni des limites inférieures aux durées de vie moyennes du proton égales à 6,6 × 1033 ans pour la désintégration vers un antimuon et un pion neutre, et à 8,2 × 1033 ans pour la désintégration vers un positron et un pion neutre. Une expérience différente à l'Observatoire de neutrinos de Sudbury au Canada a recherché des rayons gamma provenant des noyaux residuels découlant de la désintégration d'un proton de l'oxygène-16. Cette deuxième expérience est conçue pour déceler la désintégration vers un produit quelconque, et établit une limite inférieure de 2,1 × 1029 ans pour le temps de vie du proton.
En revanche, les protons peuvent se transformer en neutrons, par capture électronique. Ce processus n'est pas spontané, et nécessite un apport d'énergie. La réaction produit un neutron et un neutrino électronique :
p+ + e− ⟶ n + νe.
Le processus est réversible : les neutrons peuvent se transformer en protons par désintégration bêta, une forme de désintégration radioactive. De fait, un neutron libre se désintègre de cette façon avec une durée de vie moyenne d'environ 15 minutes.

## Chimie
En chimie et biochimie, le terme proton se réfère le plus souvent au cation H+, dans la mesure où un atome de protium privé de son unique électron se résume à un proton. De cette appellation découlent les expressions courantes en chimie de proticité, solvant protique/solvant aprotique, réaction de protonation/déprotonation, RMN du proton, etc.
En solution aqueuse, un proton n'est normalement pas distinguable car il s'associe très facilement aux molécules d'eau pour former l'ion oxonium (également, et improprement, appelé ion hydronium) H3O+.
L'Union internationale de chimie pure et appliquée indique explicitement que le mot proton ne doit pas être utilisé pour désigner l'espèce H+ dans son abondance naturelle. En effet, en plus de protons (1H+, aussi noté simplement H+ en l'absence d'ambiguïté), ions correspondant à l'isotope de l'hydrogène appelé protium (1H, ou simplement H en l'absence d'ambiguïté), les ions H+ issus d'hydrogène naturel peuvent être des deutérons (2H+ ou D+) ou des tritons (3H+ ou T+), correspondant respectivement aux isotopes nommés deutérium (2H ou D) et tritium (3H ou T).